# Wojna peloponeska (431–404 p.n.e.)
Wojna peloponeska zwana też wielką wojną peloponeską (431–404 p.n.e.) między Atenami i wspierającym je Ateńskim Związkiem Morskim a Spartą i Związkiem Peloponeskim. Powodem wojny była rywalizacja dwóch największych potęg greckich o hegemonię nad całą Grecją. Już pierwszy okres był niepomyślny dla Aten. Spartanie złupili Attykę. W Atenach, gdzie schronili się mieszkańcy Attyki, wybuchła groźna zaraza, której ofiarą padł Perykles. Po jego śmierci do głosu doszli przywódcy radykalnej grupy demokratów: najpierw Kleon, a następnie Hyperbolos. Sukcesem Aten było utrzymanie twierdzy Pylos i zdobycie wyspy Sfakterii, broniącej wstępu do Zatoki Pylońskiej.

## Tło
Sytuacja polityczna w Helladzie po okresie wojen perskich była napięta, a nieostrożne i pochopne działanie którejś z polis mogło być pretekstem do rozpoczęcia działań wojennych między dwiema potęgami świata greckiego, Ateńskim Związkiem Morskim a Symmachią Spartańską. Do pierwszego starcia doszło w 460 r. p.n.e. w konflikcie znanym jako I wojna peloponeska. Wojna nie miała jasnego zwycięzcy, a zakończyła się w 446 roku trzydziestoletnim rozejmem. Lata pokoju spowodowały wzrost potęgi i dobrobytu po obu stronach, a Tukidydes z perspektywy czasu określił lata 445–431 jako wzmacnianie swoich pozycji i przygotowanie do wojny. 
W Atenach po władzę sięgnął wspierający demokrację Perykles, zdecydowany przeciwnik Sparty. Za sprawą jego poczynań, w 443 roku ostracyzmowany został jego polityczny przeciwnik, Tukidydes. Perykles przeprowadził reformy ustrojowe, które wpłynęły na wzrost potęgi Aten: za jego czasów przeniesiono skarbiec Związku z Delos do Aten pod pretekstem, że będzie tam bezpieczniejszy w przypadku wojny z Persją. W istocie jednak Perykles z pomocą pieniędzy, które płaciły Atenom polis wchodzące w skład związku, mógł pozwolić sobie na wielkie inwestycje budowlane w Atenach (m.in. Partenon), a także utrzymywanie potężnej floty. Perykles wprowadził także wynagrodzenia za sprawowanie urzędów, m.in. sędziego ludowego. W rezultacie demokracja miała wielu zwolenników w Atenach. Wkrótce Związek nawiązał nowe sojusze z polis położonymi nad Morzem Czarnym, co dało mu dostęp do tamtejszych bogactw. Perykles prowadził też działania wojskowe na wyspie Eubea: siłą ujarzmił mieszkańców wyspy i przeprowadził tam kolonizację ateńską.

## Przyczyny wojny
Konflikt ateńsko-spartański rozpoczął się od maleńkiej kolonii Korkyry – Epidamnos. Było to miasto założone przez kolonistów z Korkyry na wybrzeżu iliryjskim, w północno-zachodniej Grecji, dzisiejsze albańskie miasto Durres. Od początku istnienia musiało ono walczyć z sąsiednimi barbarzyńskimi plemionami iliryjskimi, głównie z Taulantami. Słabość militarna spotęgowana została konfliktem wewnętrznym między arystokracją a biedotą. Po tym, jak 437 p.n.e. lud wypędził z miasta bogaczy, zawarli oni sojusz z Taulantami i wraz z nimi rozpoczęli oblężenie miasta. Epidamnos został odcięty od reszty Hellady zarówno z lądu, jak i z morza. Posłowie epidamnijscy udali się z prośbą do swej metropolii Korkyry, błagając o jak najszybszą odsiecz lub chociażby mediację między nimi a arystokracją. Korkyra jednak nie zamierzała angażować się zbrojnie w Ilirii. Nie mając wyjścia, poprosili o pomoc wyrocznię delficką i za jej radą wysłali poselstwo do Koryntu, drugiej swej metropolii. Korynt ochoczo pospieszył z odsieczą, uważając Epidamnos również za swoją kolonię, jednocześnie chcąc zademonstrować Korkyrze, która, również będąc ich kolonią, nie oddawała mu należnego prawem szacunku. Korynt w owym czasie znacznie podupadł, jednak nadal mieścił się wśród greckich mocarstw średniej wielkości, z 15 tys. mieszkańców i flotą prawie 200 trójrzędowców, drugą po ateńskiej najliczniejszą flotą Hellady. Korkyra została sojusznikiem wygnanych z miasta bogaczy. Zanim jednak podjęła kroki, do Epidamnos przybyli żołnierze i koloniści z Koryntu, uwalniając miasto. Korkyra wysłała posłów do Epidamnos z żądaniem odesłania korynckich kolonistów i przyjęcia z powrotem wygnanych arystokratów. Wobec odmowy, Korkyra wysłała 40 okrętów wojennych – z 120 posiadanych trójrzędowców – i rozpoczęła oblężenie miasta. Dowódcy korkyrejscy wydali odezwę do mieszkańców Epidamnos, gwarantując im bezpieczne wyjście z miasta, w przeciwnym razie zostaną uznani za wrogów i jak wrogowie będą traktowani. Na wieść o tym w Koryncie zarządzono przygotowania do wyprawy odwetowej przeciw Korkyrze. Wystawiono 30 okrętów i 3 tysiące hoplitów, a kolejnych 40 okrętów wystawili sprzymierzeńcy Koryntu i jego kolonie: Megara, Kefalenia, Epidauros, Hermione, Trojzena, Leukas, Ambrakia, Teby, Flint i Elea. Korkyrejczykom wobec tego nie śpieszno było do walki. Wysłali poselstwo do Koryntu, żądając opuszczenia Epidamnos przez kolonistów i hoplitów korynckich, oraz oddania sprawy sądowi polubownemu złożonemu z przedstawicieli państw peloponeskich, wybranych za obopólną zgodą. Byli również gotowi przystać na rozwiązanie sporu przez wyrocznię delficką. Koryntyjczycy ewentualną zgodę uzależniali od zakończenia oblężenia Epidamnos przez flotę Korkyry, na co Korkyra żądała wycofania Koryntyjczyków z Epidamnos. Negocjacje nie przyniosły rozwiązania i na początku maja 435 p.n.e. Korynt wypowiedział wojnę Korkyrze. Flota koryncka w sile 75 okrętów i 2 tysiące hoplitów wypłynęła na odsiecz Epidamnos. Korkyrejczycy postanowili ich zatrzymać, wysyłając przeciw Koryntowi 80 okrętów (pozostałych 40 blokowało Epidamnos). W bitwie pod Aktion Korkyrejczycy odnieśli zwycięstwo, bez strat niszcząc 15 okrętów. Pozostałe okręty koryntyjskie odpłynęły. Tego samego dnia skapitulowało Epidamnos. Korkyrejczycy triumfowali.
Rozbicie floty korynckiej spowodowało wmieszanie się do konfliktu wielu z peloponeskich polis, które wypowiedziały Korkyrze wojnę. Wówczas włączyły się również Ateny, które około 433 r. p.n.e. zgodziły się na sojusz wojskowy z Korkyrą. W sierpniu lub wrześniu roku 433 p.n.e. Korynt ze swoimi sojusznikami rozbił flotę Korkyry w bitwie koło Sybotów. Wedle relacji Tukidydesa Ateńczycy nie byli jednomyślni co do udzielenia pomocy Korkyrze, zdając sobie sprawę, że przerodzi się ona w wojnę z Koryntem. Po bitwie morskiej pod Sybotami, Koryntyjczycy wycofali się, aby zniszczyć resztę floty Korkyry. Ujrzeli jednak zmierzające w ich stronę posiłki ateńskie. Przestraszeni ateńską potęgą, pospiesznie opuścili Korkyrę.
Drugim powodem wojny była sprawa Potidai, doryckiej polis na Półwyspie Chalkidyckim, która była apoikią Koryntu i prowadziła z nim ożywione kontakty handlowe, lecz należała do Związku Morskiego pod przewodnictwem Aten. Co roku Korynt przysyłał do Potidai swojego urzędnika, choć formalnie nie miał wpływu na politykę polis. Ateńczycy zakazali wpuszczania owego urzędnika i zażądali zburzenia części murów okalających miasto, na co Potidaia zareagowała występując ze Związku Morskiego (432 p.n.e.). Dla Aten było to powodem do zbrojnej interwencji. Wojska pod dowództwem Archestratosa pokonały siły popierającego buntowników z Potidaji króla macedońskiego, Perdikkasa i zmusiły go do podpisania sojuszu. Następnie wojska ateńskie skierowały się pod Potidaje, gdzie w bitwie pokonały przybyłe posiłki z Peloponezu, oraz zaczęły oblężenie miasta.
Wobec przewagi Aten, Korynt zdecydował się poprosić o pomoc Spartę. Dodatkowo Ateny na terenie swej arche zamknęły porty dla statków i towarów z Megary. Pretekstem było naruszanie granicy przez sąsiadujące polis (432 p.n.e.). Także Egina uważała, że Ateny naruszają zagwarantowaną jej neutralność. Ponieważ zjazd przedstawicieli symmachii Spartańskiej mógł być zwołany jedynie przez Spartan, Korynt naciskami dyplomatycznymi zdołał doprowadzić do spotkania i ustalenia wspólnego frontu wobec poczynań Aten. Pod wpływem sojuszników Sparta oraz cała symmachia uznały, że Ateny złamały pokój z 446 p.n.e.

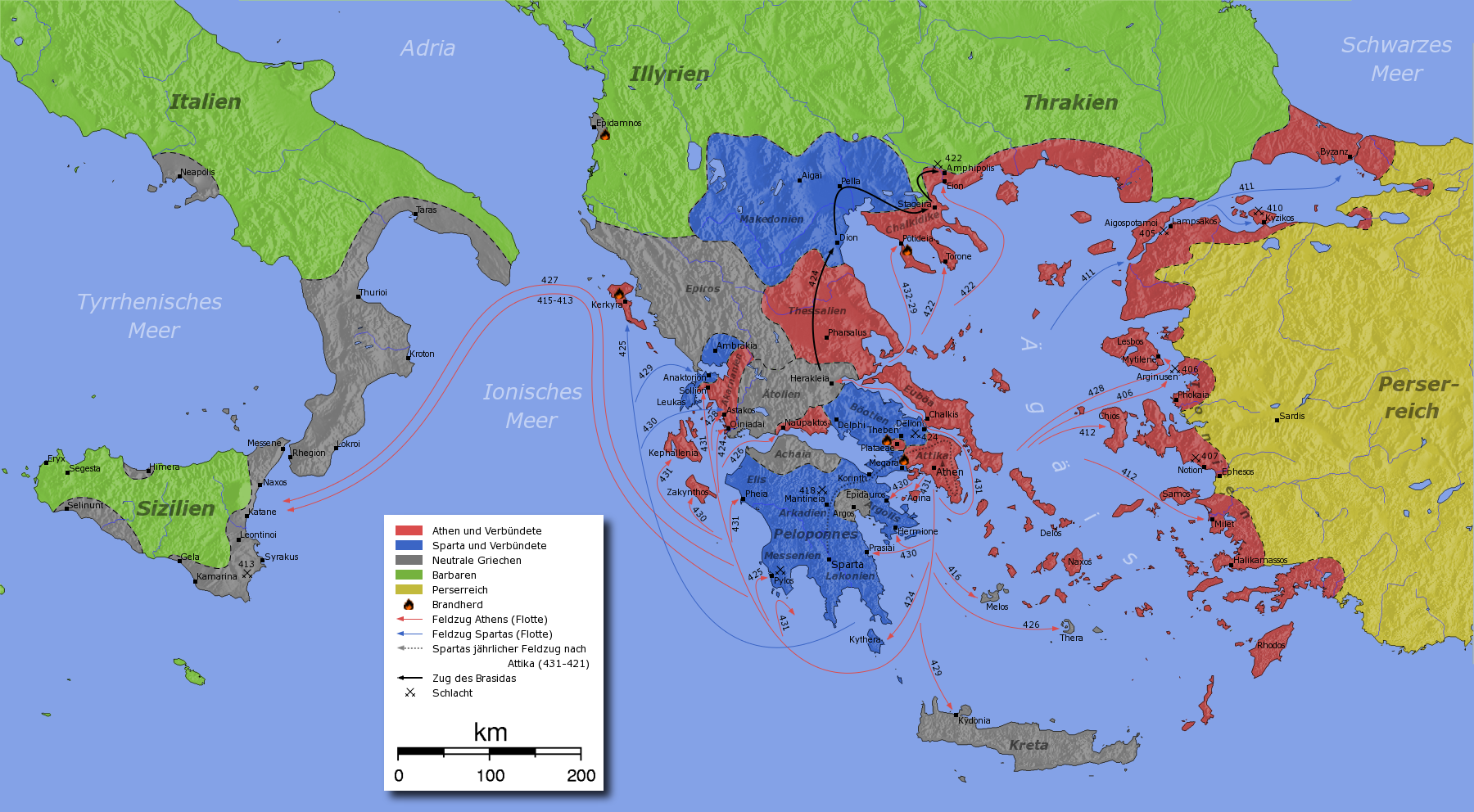
Związek Morski (Ateny)  •       Związek Peloponeski (Sparta)

Sparta postawiła Atenom warunki:
- wygnanie Alkmeonidów (po matce z tego rodu pochodził Perykles)
- ustąpienie z Potidai
- uszanowanie neutralności Eginy
- udostępnienie rynków dla Megary
- rozwiązanie Związku Morskiego

Ateny nie zgodziły się na warunki ultimatum, wobec czego rozpoczęła się wojna. Według Hammonda, wojna wybuchła głównie ze względu na dążenie Aten do hegemonii w greckim świecie, a Sparta obawiała się o swoją pozycję. Do Spartan miały także przemawiać inne motywy: poczucie dumy, potrzeba niesienia sprawiedliwości i świadomość zobowiązań wobec sprzymierzeńców.

## Bilans sił
Ateny mogły liczyć na wielu, lecz odległych i z tej racji niepewnych sojuszników. Były też niekwestionowaną potęgą morską, a dzięki składkom polis stowarzyszonych w Związku Morskim oraz dzięki dochodom z kopalni srebra w Laurion dysponowały wielkimi sumami. Jednakże sposób prowadzenia wojny, a zwłaszcza uciążliwe i kosztowne utrzymywanie 400 trier było na dłuższą metę niemożliwe. Mocną stroną Aten były fortyfikacje miasta (m.in. Długie Mury) dające w razie potrzeby schronienie ludności.
Sparta miała mniej stronników, lecz za to mocniejszych i bliżej położonych. Na lądzie wyćwiczona i karna falanga spartańska nie miała sobie równych, lecz jej siły morskie były niewielkie. Spartanie przyjęli taktykę ciągłego nękania wroga, napadania na wsie i pustoszenia kraju.

## Kalendarium

### Okres 431–421 p.n.e. – tzw. wojna archidamijska
- 431 p.n.e. – bitwa pod Platejami – Platejczycy pokonali Tebańczyków,
- 431 p.n.e. – bitwa pod Alope,
- 431 p.n.e. – bitwa pod Methoną,
- 429 p.n.e. – bitwa morska koło przylądka Rhion – 20 ateńskich okrętów zwyciężyło flotę Koryntu liczącą 47 okrętów,
- 429 p.n.e. – bitwa morska pod Naupaktos w zatoce Kalidońskiej – zwycięstwo Aten (20 trier pod dowództwem Formiona) nad flotą peloponeską (77 trier pod wodzą Knemona),
- 429 p.n.e. – bitwa pod Spartolos – zwycięstwo Chalcydyjczyków nad Atenami (430 zabitych)
- 428 p.n.e. – bitwa pod Mytolene,
- 427 p.n.e. – bitwa pod Maiandros,
- 427 p.n.e. – bitwa morska pod Korkyrą – Sparta z 53 okrętami zwyciężyła Korkyrę z 60 okrętami i Ateńczyków z 12 okrętami,
- 426 p.n.e. – bitwa pod Metropolis,
- 426 p.n.e. – bitwa pod Idomene,
- 426 p.n.e. – bitwa pod Ajgition,
- 426 p.n.e. – bitwa nad rzeką Kaikinos,
- 425 p.n.e. – bitwa na wodach Cieśniny Mesyńskiej – 24 okręty ateńskie zwyciężyły flotę Syrakuz, jeden ateński okręt zatonął,
- 425 p.n.e. – bitwa pod Naksos (Sycylia) – około tysiąc zabitych,
- 425 p.n.e. – bitwa morska pod Sfakterią – Ateńczyk Eurymiden zwyciężył Spartan,
- 425 p.n.e. – bitwa pod Sfakterią – 800 Ateńczyków Demostenesa pokonało 420 Spartan Epitadesa, którzy stracili 128 zabitych i 292 jeńców,
- 425 p.n.e. – bitwa pod Pylos,
- 425 p.n.e. – bitwa pod Soligeją – Ateny (50 zabitych) pokonały Korynt (212 zabitych, śmierć Lycoprona z Koryntu),
- 424 p.n.e. – bitwa pod Kytherą,
- 424 p.n.e. – bitwa pod Delion – 18 tysięcy Beotów, kosztem 500 zabitych, zwyciężyło 7 tysięcy Ateńczyków pod wodzą Hipokratesa – tysiąc zabitych, śmierć Hipokratesa,
- 423 p.n.e. – bitwa pod Torone,
- 422 p.n.e. – bitwa pod Amfipolis – Spartanie zwyciężyli Ateńczyków, śmierć Kleona i Brasidasa.

### Okres 421–415 p.n.e. – tzw. okres zbrojnego pokoju
- 418 p.n.e. – bitwa pod Mantineją – zwycięstwo Spartan w sile 10 tysięcy, którzy utracili 300 zabitych, nad armią z Argos i Aten w sile 10 tysięcy, spośród których 1100 poległo.

### Okres 415–413 p.n.e. – wyprawa sycylijska
- 415 p.n.e. – bitwa pod Olimpiejonem,
- 415 p.n.e. – bitwa pod Epipolaj,
- 414 p.n.e. – bitwa pod Syrakuzami – Spartanie pod Galipposem zwyciężyli Ateńczyków pod Demostenesem,
- 413 p.n.e. – bitwa na wodach Wielkiego Portu,
- 413 p.n.e. – bitwa pod Daskon,
- 413 p.n.e. – bitwa nad rzeką Erynos – Demostenes skapitulował przed Syrakuzańczykami,
- 412 p.n.e. – bitwa nad rzeką Assinaros – klęska Nikiasza w walce z Syrakuzańczykami.

### Okres 413–404 p.n.e. – tzw. wojna dekelejska
- 412 p.n.e. – bitwa pod Chios – klęska Alkamenesa w starciu z Atenami,
- 412 p.n.e. – bitwa pod Miletem – klęska Argejczyków w starciu z Ateńczykami,
- 412 p.n.e. – bitwa pod Pejrajon,
- 411 p.n.e. – bitwa morska u przylądka Kynos Sema – porażka Mindarosa w starciu z Atenami,
- 411 p.n.e. – bitwa morska koło Abydos – klęska Peloponezyjczyków w starciu z Atenami pod wodzą Alkibiadesa,
- 411 p.n.e. – bitwa morska pod Eubeą – porażka Aten z Eretrejczykami pod wodzą Hegezandrydesa,
- 411 p.n.e. – bitwa pod Rhoiteion – Dorieus odparł ataki Ateńczyków,
- 411 p.n.e. – bitwa morska pod Hellespontem – zwycięstwo Aten (76 okrętów) nad Syrakuzami (86 okrętów),
- 410 p.n.e. – bitwa morska pod Kyzikos,
- 410 p.n.e. – bitwa pod Abydos,
- 409 p.n.e. – bitwa pod Efezem – porażka Ateńczyków pod wodzą Thrasyllosa – 100 zabitych z wojskami Efezu,
- 409 p.n.e. – bitwa koło góry Koressos – porażka hoplitów ateńskich,
- 409 p.n.e. – bitwa pod Pygelą,
- 408 p.n.e. – Bitwa pod Chalcedonem – porażka Sparty w starciu z Atenami,
- 408 p.n.e. – szturm Bizancjum,
- 406 p.n.e. – bitwa w porcie Mityleny – Peloponezyjczycy pod Kallikratidasem pokonali Ateńczyków Konona,
- 406 p.n.e. – bitwa morska pod Notion – Peloponezyjczycy pod Lizandrem zwyciężyli Ateńczyków pod Antiochem (15 okrętów zatopionych),
- 406 p.n.e. – bitwa morska koło Wysp Arginuskich,
- 405 p.n.e. – bitwa u ujścia Ajgospotamoj – Peloponezyjczycy pod Lizandrem pokonali Ateńczyków pod Kononem, 170 okrętów zdobytych,
- 404 p.n.e. – zdobycie Aten.

## Skutki
Zgodnie z warunkami pokoju zburzone zostały Długie Mury wokół Aten i Pireusu. Ateny utraciły terytoria poza Attyką z wyjątkiem wyspy Salaminy. Sparta przejęła flotę ateńską prócz dwunastu jednostek. Władza w Atenach przeszła w ręce rządu trzydziestu, składającego się z przedstawicieli oligarchii. Kilka tysięcy wziętych do niewoli Ateńczyków zostało straconych – był to rewanż Spartan za wcześniejszą decyzję ateńskich strategów, że każdy wzięty do niewoli Spartanin ma mieć obciętą prawą rękę.
Sojusznicy Sparty, Teby i Korynt, domagali się całkowitej zagłady ateńskiej polis, jednak o uratowaniu Aten zadecydował argument Sparty, że położyły one wielkie zasługi w wojnie z Persami.
Upadła idea jedności Hellady, Związek Morski został zlikwidowany. Ateny spadły do roli drugorzędnego państwa greckiego, które w koncepcji Sparty miało być przeciwwagą dla Teb i Koryntu.
Wojna peloponeska, która początkowo była konfliktem wewnątrzgreckim, z czasem nabrała cech konfliktu regionalnego, w który zaangażowała się pośrednio Persja, a bezpośrednio takie dotychczas peryferyjne obszary świata greckiego, jak Sycylia i Półwysep Apeniński, Tracja, Macedonia, Epir. Stały się one widownią walk, dostarczały najemników, zakładano tam bazy wojskowe. Efektem wojny były wielkie zniszczenia, ale także rozprzestrzenianie kultury greckiej, najpełniej reprezentowanej przez Ateńczyków. Tradycja przekazała, że sycylijscy Grecy uwalniali tych spośród wziętych do niewoli Ateńczyków z wyprawy Alkibiadesa, którzy potrafili recytować fragmenty utworów Eurypidesa.
Po wojnie peloponeskiej na około 30 lat hegemonem w świecie greckim została Sparta, chociaż jej dominacja nie miała tak wyraźnego charakteru jak niegdyś Aten.